# فرامرز قهرمانی‌فر
فرامرز قهرمانی‌ فر (زاده ۴ اردیبهشت ۱۳۴۵ در تهران – درگذشته ۱۳ آذر ۱۳۹۵) فیلمساز، فیلمبردار و عکاس سه بعدی و مخترع بود. فرامرز قهرمانی‌ فر در سال ۱۳۶۷ و در رشته هنرهای تجسمی با گرایش نقاشی و گرافیک از هنرستان هنرهای زیبا پسران تهران فارغ‌التحصیل شد و از همان سال فعالیت‌های خود را به صورت حرفه‌ای در زمینه عکاسی آغاز کرد.

## زندگی شخصی
فرامرز قهرمانی‌ فر متولد ۴ اردیبهشت ۱۳۴۵ در تهران، نوه اسماعیل چشم‌آذر، موسیقی‌دان ایرانی است. او نخستین فیلم سه بعدی ایرانی را در سال ۱۳۷۶ کارگردانی کرد و از سال ۱۳۷۷ تا ۱۳۹۵ نماینده انجمن بین‌المللی استریوسکوپیک (ISU) در ایران بود. همسرش، طیبه ابراهیم بازیگر تئاتر و تلویزیون است.

## ساخت نخستین فیلم سه بعدی ایران
در سال ۱۳۷۶ نخستین فیلم سه بعدی ایران با نام «رونما» را به تهیه‌کنندگی انجمن سینمای جوانان ایران کارگردانی کرد. فیلمبرداری سه بعدی این فیلم به روش پولفریش (انگلیسی: Pulfrich) که از ابداعات فیزیک‌دان اهل آلمان، کارل پولفریش است، انجام شد که بسیار متفاوت، مخصوص همه شبکه‌ها و برای تلویزیون‌های معمولی سراسر جهان ثبت شده بود. به طوری که بیننده بدون عینک سه بعدی تصویر را کاملاً معمولی می‌بیند، ولی با عینک سه بعدی و بدون هیچ اختلالی در تصویر و بدون نیاز به تلویزیون سه بعدی فقط با داشتن یک عینک سه بعدی مخصوص می‌تواند به‌طور کامل سه بعدی و تمام رنگی رویت کند.
این فیلم، همان سال در قالب کاست‌های VHS از طریق مؤسسه رسانه‌های تصویری در سراسر ایران توزیع شد. همچنین عینک‌های سه بعدی مورد نیاز در کارگاه کوچکی که اداره آن بر عهده او بود، تولید شد و داخل جلد کاست قرار گرفت. نیاز به عینک سه بعدی باعث شد تا از تجربیاتی که در زمینه چاپ، گرافیک و نقاشی داشت استفاده کند و بتواند خط تولید عینک‌های سه بعدی را راه اندازی کند.
طی سالهای ۱۳۷۷ تا ۱۳۷۹ با ساخت چهار فیلم سه بعدی مستند به روش Anaglyph با نام‌های جنگل، برف، بازار تهران و میدان آزادی در پانزدهمین جشنواره بین‌المللی فیلم کوتاه تهران حضور پیدا کرد. این چهار فیلم نتیجه نهایی فیلم سه بعدی رونما بود که در سینما آینده و فلسطین به روی پرده رفت. بعد از گذشت مدتی کوتاه، از طریق مؤسسه رسانه‌های تصویری خریداری و در کل کشور عرضه شدند.
سپس در سال ۱۳۸۰ با کارشناسی فرامرز قهرمانی‌ فر فیلم مستند سه بعدی «بعد سوم» به کارگردانی بهروز صمد مطلق آماده حضور در جشنواره فیلم‌های آموزشی تربیتی رشد شد. این فیلم سه بعدی به سفارش دفتر تکنولوژی آموزشی وزارت آموزش و پرورش ساخته شد که فیلمبرداری آن بر عهده محمدرضا سکوت بود.

## ثبت اختراع
در تاریخ ۲۰ مهر ۱۳۹۰، اختراع دستگاه تصویربرداری MRI سه بعدی با روش ساخت تصاویر آناگلیف به نام فرامرز قهرمانی‌ فر و سمانه حاجی محمدباقر در ایران ثبت شد.

## کتاب‌ها و مقالات تخصصی
- انتشار مقاله در فصلنامه تخصصی استریوسکوپی - ماه ژوئن سال ۱۹۹۸ میلادی
- انتشار مقاله در صفحات ۲۳ و ۲۴ فصلنامه تخصصی استریوسکوپی - ماه ژوئن سال ۲۰۰۱ میلادی
- چاپ عکس سه بعدی (برنده مدال SSA) در صفحه ۲۸ فصلنامه تخصصی استریوسکوپی - ماه ژوئن سال ۲۰۰۴ میلادی
- معرفی و چاپ عکس‌های سه بعدی حرم در فصلنامه تخصصی استریوسکوپی - سال ۲۰۰۶ میلادی
- عکس‌های سه بعدی «استریوگرافی» در فصلنامه تخصصی استریوسکوپی - ماه مارس سال ۲۰۰۶ میلادی
- عکاسی سه بعدی برای روی و پشت جلد فصلنامه تخصصی استریوسکوپی - سال ۲۰۱۵ میلادی

## مدال‌ها و جوایز
- شرکت در نمایشگاه و مسابقه بین‌المللی ISU - آلمان - سال ۱۹۹۹ میلادی
- کسب مدال طلا در نمایشگاه و مسابقه بین‌المللی عکاسی سه بعدی انجمن ملی استریوسکوپی آمریکا (SSA) - سال ۲۰۰۰ میلادی
- کسب مقام دوم نمایشگاه و مسابقه بین‌المللی دیجیتال کمپانی (DDD) - سال ۲۰۰۱ میلادی
- کسب مقام دوم عکاسی سه بعدی در NSA) Digital Imaging Showcase on Nvidia) - سال ۲۰۱۴ میلادی
- کسب دو مدال در سی و پنجمین دوره مسابقات بین‌المللی عکاسی سه بعدی در سیدنی استرالیا - سال ۲۰۱۵ میلادی
- کسب دو مقام Honorable Mention در مسابقه بین‌المللی عکاسی سه بعدی (2015 Ohio International Stereo Exhibition) - سال ۲۰۱۵ میلادی
- کسب مدال طلای PSA در پنجاه و ششمین دوره مسابقه بین‌المللی عکاسی سه بعدی هالیوود - سال ۲۰۱۶ میلادی[۲]

## درگذشت
فرامرز قهرمانی‌ فر از جوانی با تومور مغزی دست و پنجه نرم می‌کرد و این عارضه سبب تشنج او می‌شد. پزشکان در آن سال‌ها به اشتباه تشخیص بیماری صرع را داده بودند و سعی در درمان او با دارو فنی‌توئین داشتند. تا اینکه در سال ۲۰۰۶ در مرکز گاما نایف ایران کمیته پزشکی متوجه تومور مغزی خوش‌خیم در نیمه راست مغز شدند. اما او از انجام عمل به دلیل احتمال از دست دادن قدرت حرکت نیمه چپ بدنش خودداری کرد. سپس با گذشت ۶ سال، علائم این تومور مغزی عود کرده و او را مجبور به عمل جراحی کرد. با انجام عمل بسته مغز، توسط پرتو گاما این تومور سوزانده و خون‌رسانی به آن متوقف شد. علی‌رغم بازگشت توان و قدرت بدنی به‌طور کامل بعد از دو سال، برای بار دوم در سال ۲۰۱۵ تومور با علائمی شدیدتر از گذشته، بازگشت زندگی کاری و هنری او را بیش از پیش مختل کرد.
سر انجام در تاریخ ۱۳ شهریور ماه ۱۳۹۵ فرامرز قهرمانی‌ فر برای انجام عمل جراحی به بیمارستان رفت. اما نیمه شب همان روز به کما رفت. بعد از سه ماه، یعنی در تاریخ ۱۳ آذر ۱۳۹۵، پس از سختی‌های بسیاری که به دلیل این بیماری متحمل شده بود، دوستدارانش را ترک کرد. پیکر فرامرز قهرمانی‌ فر، ظهر یکشنبه ۱۴ آذر در قطعه هنرمندان بهشت زهرا به خاک سپرده شد.
روز یکشنبه ۲۱ آذرماه مراسم یادمان فرامرز قهرمانی فر عکاس و فیلمساز پیشکسوت تکنیک سه بعدی جمعی از استادان و کارکنان هنرستانهای هنرهای زیبای پسران و دختران تهران، خانواده و دوستان و همکاران او در فرهنگسرای اندیشه برگزار شد.
سری جدید پاتوق فیلم کوتاه «سینما آینده» روز دوشنبه، ۲۲ آذر ۱۳۹۵، با مراسم بزرگداشت فرامرز قهرمانی‌ فر و نمایش فیلمی درخصوص فعالیت‌های هنری او، کار خود را در پردیس سینمایی چارسو آغاز کرد. در هجدهمین پاتوق فیلم با حضور مدیران انجمن، فیلمسازان و علاقه‌مندان، ضمن تقدیر از خانواده این فیلمساز هنرمند و متخصص عکس‌های سه بعدی، فیلم کوتاهی از او به نمایش درآمد.